# Боби Францисканеца
Боби Францисканеца († 1872) е прочуто куче от породата скай териер, известно с безграничната вярност към стопанина си.
Боби живее в Единбург през 19 век и принадлежи на стопанина си полицай Джон Грей. След смъртта на Грей през 1858 г. Боби прекарва целия си останал живот – приблизително 14 години – до гроба на господаря си в двора на църквата Грейфриарс в Единбург. Боби напуска мястото само за храненията си в близката „Coffee House“. Умира на възраст от 16 години.
Почитатели на кучето разпространяват историята за верността му и я окрасяват всевъзможно. Така подхващат една по-стара традиция, започната още с Одисеята на Омир. Там е разкрита историята на кучето Аргос, което десетилетия наред оказва вярност на господаря си Одисей.
Съществуват много книги и филми за Боби Францисканеца, сред които един роман на Елеонор Стакхаус Аткинсън (1912) и базираният на него филм на Уолт Дисни Боби Францисканеца – истинската история на едно куче (Greyfriars Bobby: The True Story of a Dog, 1961). Също и Ласи-филмът Изпитание за Ласи се позовава на тази история.
В чест на Боби е издигнат малък паметник пред гробищния парк в Единбург, където е бдял на гроба на стопанина си. Паметникът носи надписа „Let his loyalty and devotion be a lesson to us all“ (Нека верността и предаността му бъдат поука за нас).